# Río Una (Pernambuco)
El Río Una es un río en el estado de Pernambuco, al noreste de Brasil. El Una nace en la Meseta de Borborema, fluye al este y desemboca en el Océano Atlántico cerca de Barreiros. Tiene 290 km de largo y pasa por los municipios de São Bento do Una, Altinho, Palmares y Água Preta.